# Abraham Walkowitz
Abraham Walkowitz (28 mars 1878 - 27 janvier 1965) est un peintre américain.